# Zaprinast
Zaprinast je bio neuspešan klinički kandidat. On je prekurzor hemijski srodnih  inhibitora, kao što je sildenafil (Vijagra), koji uspešno plasirani na tržištu. On je fosfodiesterazni inhibitor, koji je selektivan za podtipove , PDE6, PDE9 i PDE11.  vrednosti su 0.76, 0.15, 29.0, i 12.0 μM, respektivno.